# Vik
Vik es un municipio de la provincia de Sogn og Fjordane en la región de Vestlandet, Noruega. A 1 de enero de 2018 tenía una población estimada de 2674 habitantes.
Se encuentra ubicado al oeste del país, cerca del glaciar Jostedal —el mayor de la Europa continental— y del lago Hornindalsvatnet que, con 514 metros de profundidad, es el más profundo de Europa.